# Энциклия
Энциклия (лат. Encyclia) — род многолетних эпифитных травянистых растений семейства Орхидные.
Аббревиатура родового названия — E.
Объединяет более 170 видов, распространенных в Южной и Центральной Америке.
Характеризуется наличием псевдобульб, верхушечным соцветием и трехлопастной губой, свободной по всей длине.
Многие представители рода и гибриды с их участием популярны в комнатном и оранжерейном цветоводстве, а также широко представлены в ботанических садах.

## Синонимы
По данным Королевских ботанических садов в Кью:
- Doxosma Raf., 1838
- Sulpitia Raf., 1838

## Этимология
Название происходит от греческого слова εγκύκλιος — окружать и указывает на особенности строения губы, охватывающей боковыми лопастями колонку.

## История описания
Выделен из рода Эпидендрум и описан английским ботаником Уильямом Гукером в 1828 году.

## Биологическое описание
Симподиальные растения от миниатюрных до средних размеров.
Псевдобульбы, как правило грушевидные.
Корни хорошо развитые, часто уплощенные, вместо листьев выполняют ассимиляционную функцию, покрыты веламеном.
Листьямясистые или кожистые, от овальных до продолговатых, расположены на верхушке псевдобульбы.
Соцветие метелка или кисть.
Цветки разнообразной окраски, у многих видов ароматные, чашелистики и лепестки свободные, раскидистые, похожие друг на друга. Губа может частично срастаться с мясистой колонкой. Клювик имеет форму язычка. 
 Висцидий чаще отсутствует. 
 Поллиниев — 4.

## Экологические особенности
Эпифиты, реже литофиты и наземные растения. 
 Влажные тропические, сухие смешанные, горные дождевые и листопадные леса, на высотах от 0 до 2700 метров над уровнем моря.

## Систематика.Виды

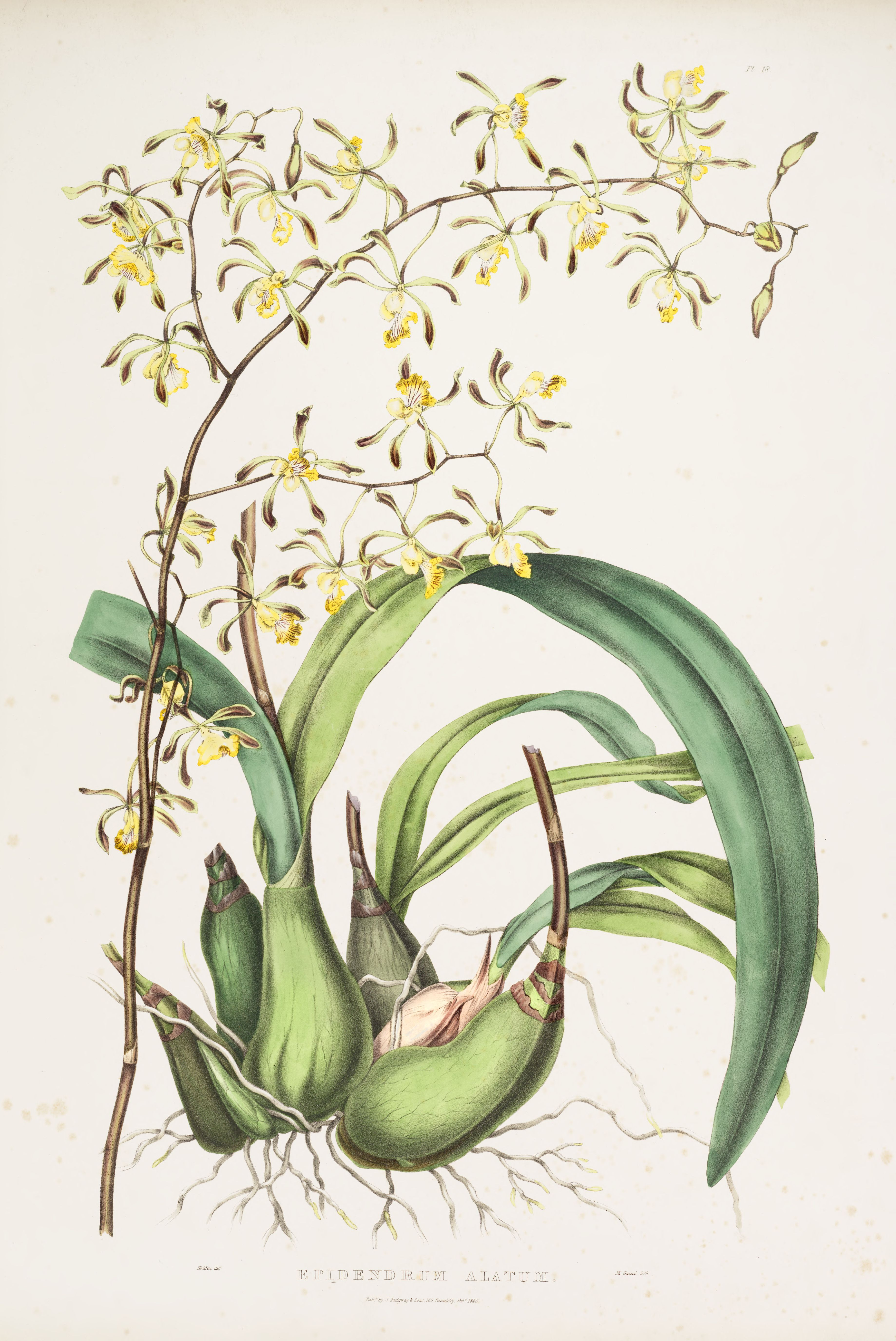
Encyclia alata

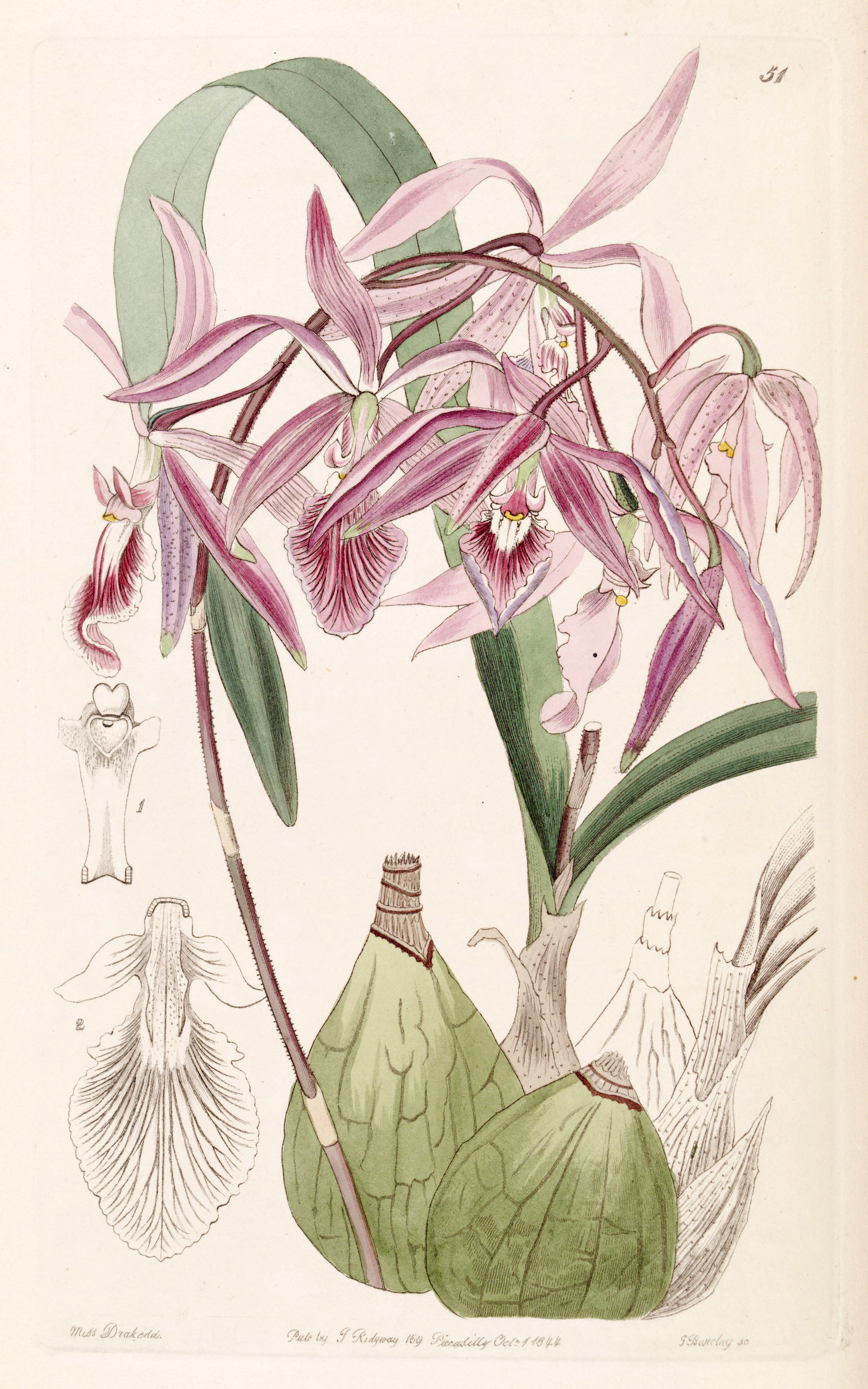
Encyclia adenocaula

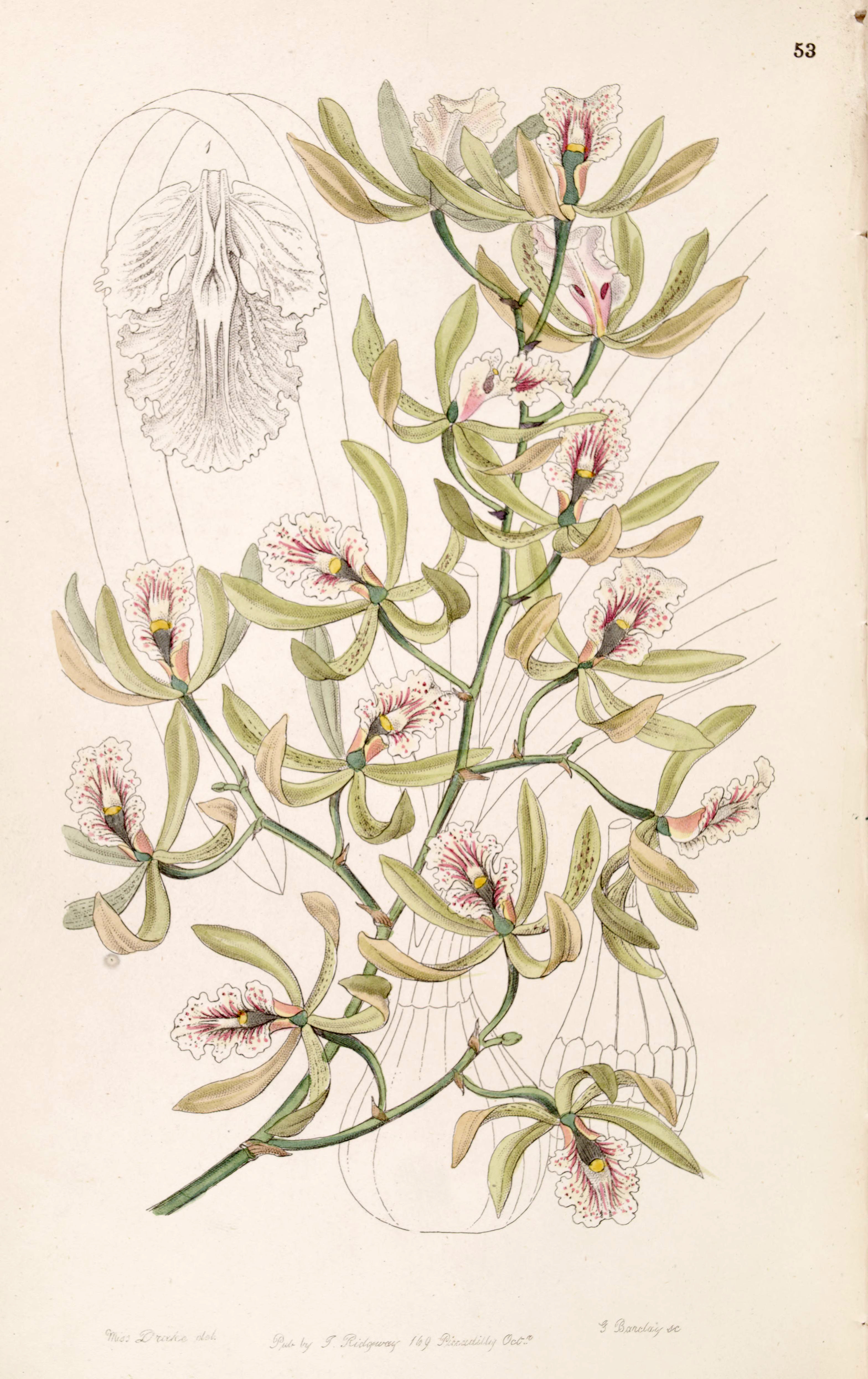
Encyclia ambigua

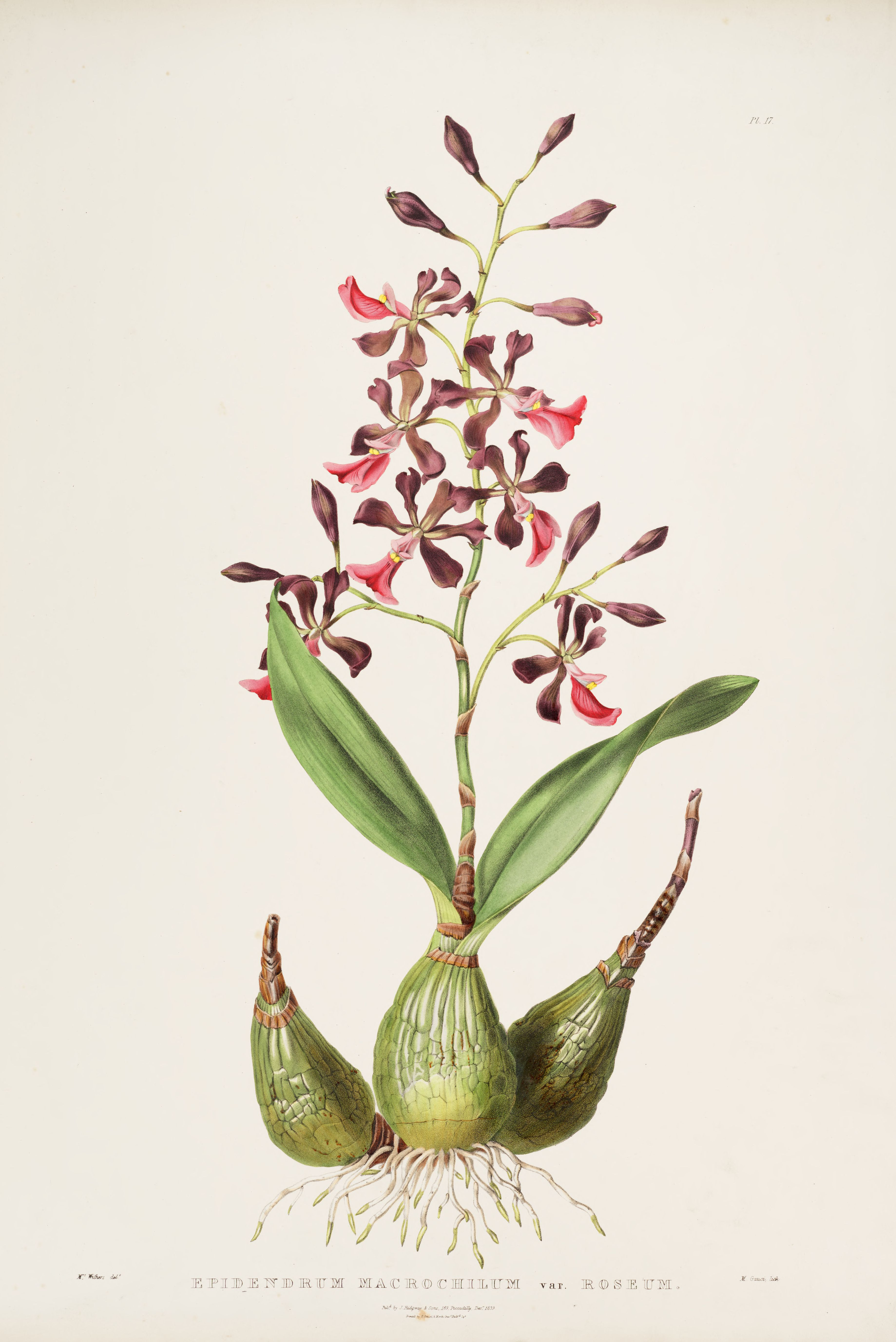
Encyclia cordigera

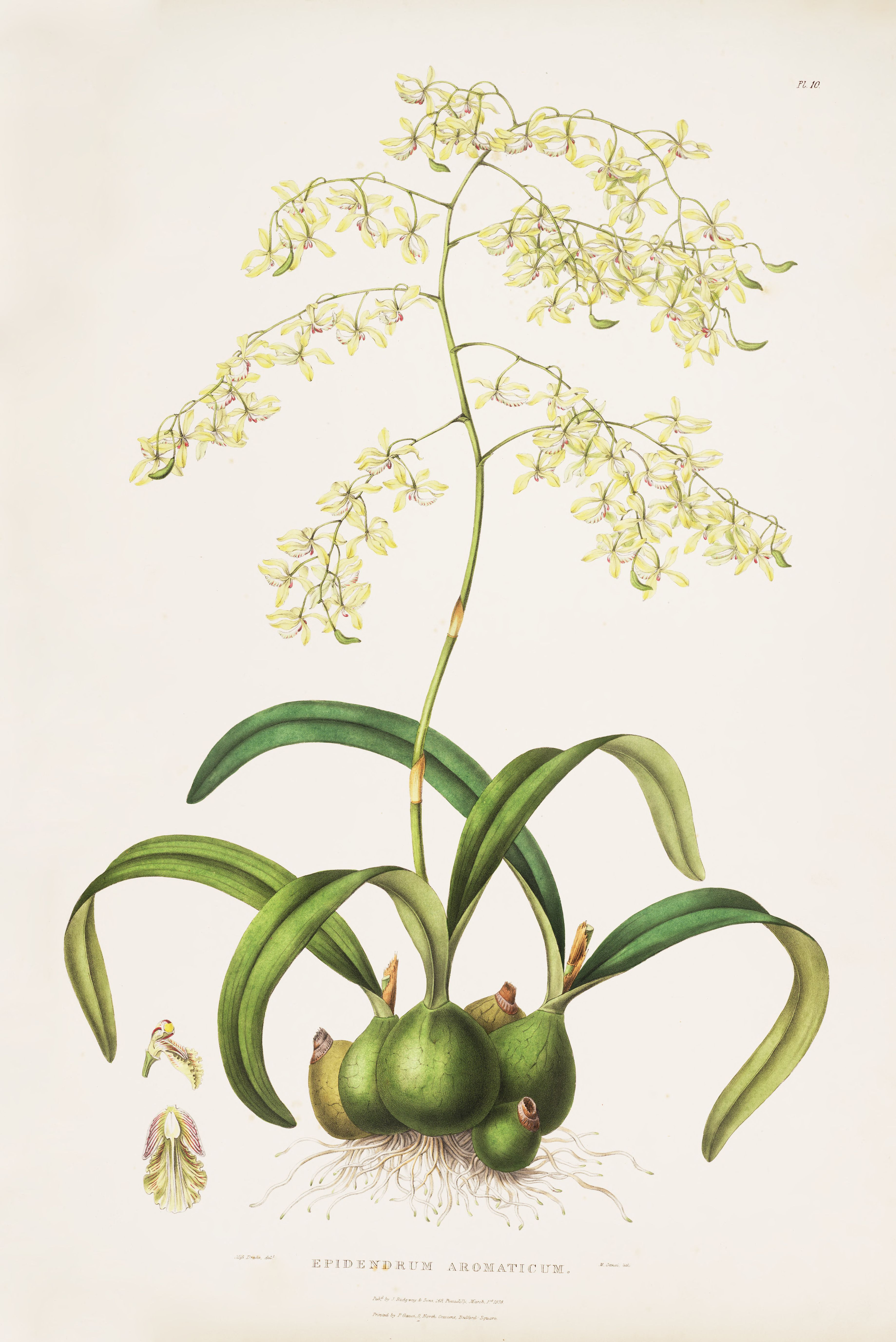
Encyclia incumbens

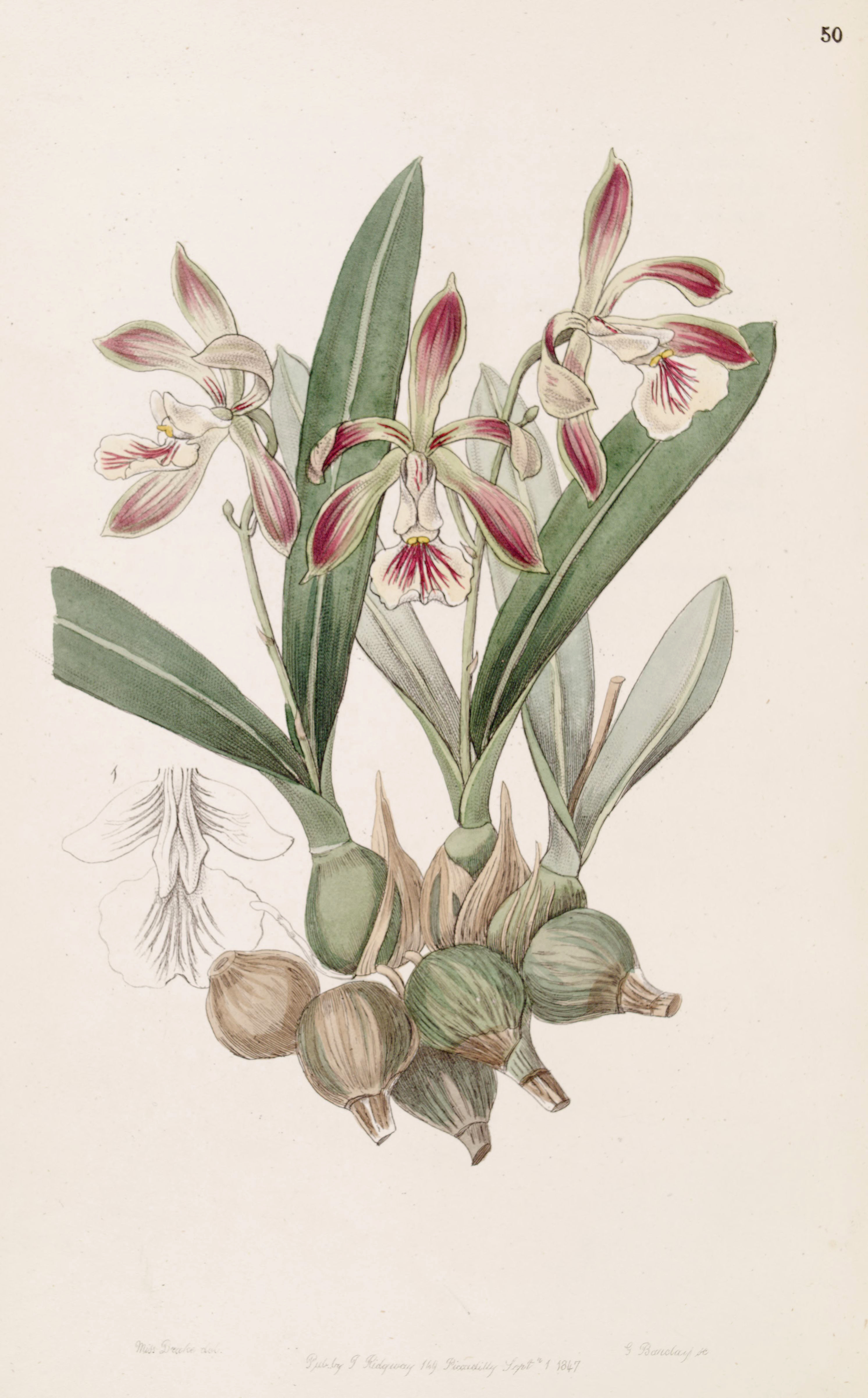
Encyclia pyriformis

Систематика подсемейства Эпидендровых, включая род Энциклия, неоднократно пересматривалась.
Роды Euchile, Prosthechea и Dinema были отделены от энциклии в 1997 году.
На основании данных более подробного морфологического анализа последних лет из рода энциклия выделено несколько новых родов — Anacheilum (например, Encyclia radiata стала Anacheilum radiatum), Coilostylis, Hormidium, Oestlundia, Panarica (Encyclia brassavolae стала называться Panarica brassavolae), Pollardia, Prosthechea.
Список видов по сводке Королевских ботанических садов в Кью:
- Encyclia abbreviata
- Encyclia acicularis
- Encyclia acuta
- Encyclia acutifolia
- Encyclia adenocarpa
- Encyclia adenocaula
- Encyclia adenocaulos
- Encyclia advena
- Encyclia aemula
- Encyclia aenicta
- Encyclia affinis
- Encyclia alagoensis
- Encyclia alata
- Encyclia albopurpurea
- Encyclia alboxanthina
- Encyclia allemanii
- Encyclia allemanoides
- Encyclia almasii
- Encyclia altissima
- Encyclia amabilis
- Encyclia amanda
- Encyclia amazonica
- Encyclia ambigua
- Encyclia amicta
- Encyclia andrichii
- Encyclia angustifolia
- Encyclia angustiloba
- Encyclia apuahuensis
- Encyclia argentinensis
- Encyclia arminii
- Encyclia aromatica
- Encyclia aspera
- Encyclia asperirachis
- Encyclia asperula
- Encyclia atropurpurea
- Encyclia atrorubens
- Encyclia auyantepuiensis
- Encyclia baculus
- Encyclia bahamensis
- Encyclia belizensis
- Encyclia bennettii
- Encyclia betancourtiana
- Encyclia bicamerata
- Encyclia bicornuta
- Encyclia bidentata
- Encyclia bifida
- Encyclia bipapularis
- Encyclia bocourtii
- Encyclia bohnkiana
- Encyclia boothiana
- Encyclia brachiata
- Encyclia brachychila
- Encyclia brachycolumna
- Encyclia bracteata
- Encyclia bractescens
- Encyclia bradfordii
- Encyclia bragancae
- Encyclia brassavolae
- Encyclia brenesii
- Encyclia buchii
- Encyclia buchtienii
- Encyclia bulbosa
- Encyclia burle-marxii
- Encyclia caicensis
- Encyclia cajalbanensis
- Encyclia calamaria
- Encyclia calderoniae
- Encyclia campos-portoi
- Encyclia campylostalix
- Encyclia candollei
- Encyclia capartiana
- Encyclia cardimii
- Encyclia caximboensis
- Encyclia ceratistes
- Encyclia chacaoensis
- Encyclia chapadensis
- Encyclia chiapasensis
- Encyclia chimborazoensis
- Encyclia chiriquensis
- Encyclia chironii
- Encyclia chloroleuca
- Encyclia chondylobulbon
- Encyclia christii
- Encyclia ciliaris
- Encyclia citrina
- Encyclia clovesiana
- Encyclia cochleata
- Encyclia cogniauxii
- Encyclia conchichila
- Encyclia concolor
- Encyclia confusa
- Encyclia conspicua
- Encyclia contrerasii
- Encyclia cordigera
- Encyclia crassilabia
- Encyclia cretacea
- Encyclia cyanocolumna
- Encyclia cyperifolia
- Encyclia dasilvae
- Encyclia davidhuntii
- Encyclia deamii
- Encyclia dichroma
- Encyclia dickinsoniana
- Encyclia diguetii
- Encyclia diota
- Encyclia distantiflora
- Encyclia diurna
- Encyclia doeringii
- Encyclia domingensis
- Encyclia duboisiana
- Encyclia dutrae
- Encyclia duveenii
- Encyclia edithiana
- Encyclia ekmanii
- Encyclia elegantula
- Encyclia ensiformis
- Encyclia erubescens
- Encyclia euosma
- Encyclia expansa
- Encyclia fausta
- Encyclia favoris
- Encyclia fehlingii
- Encyclia flabellata
- Encyclia flabellifera
- Encyclia flava
- Encyclia fortunae
- Encyclia fowliei
- Encyclia fragrans
- Encyclia fucata
- Encyclia fusca
- Encyclia gallopavina
- Encyclia garciae-esquivelii
- Encyclia garciana
- Encyclia garzonensis
- Encyclia ghiesbreghtiana
- Encyclia ghillanyi
- Encyclia gilbertoi
- Encyclia glandulosa
- Encyclia glauca
- Encyclia glumacea
- Encyclia gonzalezii
- Encyclia goyazensis
- Encyclia gracilis
- Encyclia grammatoglossa
- Encyclia granitica
- Encyclia gravida
- Encyclia greenwoodiana
- Encyclia grisebachiana
- Encyclia guadalupeae
- Encyclia guatemalensis
- Encyclia guianensis
- Encyclia guttata
- Encyclia hanburyi
- Encyclia hartwegii
- Encyclia hastata
- Encyclia hermentiana
- Encyclia hircina
- Encyclia hodgeana
- Encyclia hoehnei
- Encyclia hollandae
- Encyclia howardii
- Encyclia huebneri
- Encyclia huertae
- Encyclia hunteriana
- Encyclia ichthyphylla
- Encyclia inaguensis
- Encyclia incumbens
- Encyclia insidiosa
- Encyclia inversa
- Encyclia ionocentra
- Encyclia ionophlebia
- Encyclia ionosma
- Encyclia isochila
- Encyclia ivoniae
- Encyclia jauana
- Encyclia jenischiana
- Encyclia joaosaiana
- Encyclia kautzkii
- Encyclia kennedyi
- Encyclia kermesina
- Encyclia kienastii
- Encyclia kingsii
- Encyclia kraenzlinii
- Encyclia krugii
- Encyclia kundergraberi
- Encyclia lambda
- Encyclia lancifolia
- Encyclia latipetala
- Encyclia laxa
- Encyclia leopardina
- Encyclia leucantha
- Encyclia limbata
- Encyclia lindenii
- Encyclia linearifolioides
- Encyclia lineariloba
- Encyclia linearis
- Encyclia linkiana
- Encyclia livida
- Encyclia longifolia
- Encyclia lorata
- Encyclia luteorosea
- Encyclia lutzenbergeri
- Encyclia macrochila
- Encyclia macrostachya
- Encyclia maculosa
- Encyclia maderoi
- Encyclia magdalenae
- Encyclia magnicallosa
- Encyclia magnispatha
- Encyclia mapuerae
- Encyclia maravalensis
- Encyclia mariae
- Encyclia marxiana
- Encyclia megahybos
- Encyclia megalantha
- Encyclia meliosma
- Encyclia meneziana
- Encyclia michuacana
- Encyclia microbulbon
- Encyclia microtos
- Encyclia microxanthina
- Encyclia moebusii
- Encyclia monteverdensis
- Encyclia monticola
- Encyclia moojenii
- Encyclia mooreana
- Encyclia nana
- Encyclia naranjapatensis
- Encyclia nematocaulon
- Encyclia nemoralis
- Encyclia neurosa
- Encyclia nizandensis
- Encyclia oblongata
- Encyclia obpiribulbon
- Encyclia obtusa
- Encyclia ochracea
- Encyclia ochrantha
- Encyclia odoratissima
- Encyclia oestlundii
- Encyclia olivacea
- Encyclia oliveirana
- Encyclia oncidioides
- Encyclia organensis
- Encyclia ortgiesii
- Encyclia ortizii
- Encyclia osmantha
- Encyclia ossenbachiana
- Encyclia ottonis
- Encyclia ovulum
- Encyclia oxypetala
- Encyclia oxyphylla
- Encyclia pachyantha
- Encyclia paleacea
- Encyclia pamplonensis
- Encyclia panthera
- Encyclia papilio
- Encyclia papilionacea
- Encyclia papillosa
- Encyclia paraensis
- Encyclia parallela
- Encyclia parviflora
- Encyclia parviloba
- Encyclia pastoris
- Encyclia patens
- Encyclia pauciflora
- Encyclia pedra-azulensis
- Encyclia pentotis
- Encyclia peraltensis
- Encyclia perplexa
- Encyclia pflanzii
- Encyclia phoenicea
- Encyclia phymatoglossa
- Encyclia picta
- Encyclia pilosa
- Encyclia pipio
- Encyclia piracanjubensis
- Encyclia plicata
- Encyclia pollardiana
- Encyclia polybulbon
- Encyclia polystachya
- Encyclia porrecta
- Encyclia powellii
- Encyclia pringlei
- Encyclia prismatocarpa
- Encyclia profusa
- Encyclia pruinosa
- Encyclia pseudopygmaea
- Encyclia pterocarpa
- Encyclia pulcherrima
- Encyclia punctifera
- Encyclia purpurachyla
- Encyclia purpusii
- Encyclia pygmaea
- Encyclia pyriformis
- Encyclia racemifera
- Encyclia radiata
- Encyclia ramonensis
- Encyclia randii
- Encyclia recurvata
- Encyclia regnelliana
- Encyclia remotiflora
- Encyclia replicata
- Encyclia rhombilabia
- Encyclia rhynchophora
- Encyclia rosariensis
- Encyclia rufa
- Encyclia rzedowskiana
- Encyclia saltensis
- Encyclia santanae
- Encyclia santos-dumontii
- Encyclia sceptra
- Encyclia schmidtii
- Encyclia sclerocladia
- Encyclia seidelii
- Encyclia selligera
- Encyclia semiaperta
- Encyclia serroniana
- Encyclia serrulata
- Encyclia sessiliflora
- Encyclia silvana
- Encyclia sima
- Encyclia sintenisii
- Encyclia sisyrinchiifolia
- Encyclia spatella
- Encyclia spiritusanctensis
- Encyclia spondiada
- Encyclia squamata
- Encyclia steinbachii
- Encyclia stellata
- Encyclia suaveolens
- Encyclia subaquila
- Encyclia subulatifolia
- Encyclia suzanensis
- Encyclia tampensis
- Encyclia tarumana
- Encyclia tenuissima
- Encyclia tessellata
- Encyclia thienii
- Encyclia thrombodes
- Encyclia tigrina
- Encyclia tocantinensis
- Encyclia tonduziana
- Encyclia trachycarpa
- Encyclia trachychila
- Encyclia trachypus
- Encyclia trautmannii
- Encyclia triangulifera
- Encyclia tripartita
- Encyclia triptera
- Encyclia tripunctata
- Encyclia trulla
- Encyclia truncata
- Encyclia tuerckheimii
- Encyclia unaensis
- Encyclia uxpanapensis
- Encyclia vagans
- Encyclia varicosa
- Encyclia vellozoana
- Encyclia venezuelana
- Encyclia venosa
- Encyclia vernicosa
- Encyclia vespa
- Encyclia virens
- Encyclia virgata
- Encyclia viridiflava
- Encyclia viridiflora
- Encyclia vitellina
- Encyclia wageneri
- Encyclia wendlandiana
- Encyclia widgrenii
- Encyclia withneri
- Encyclia xerophytica
- Encyclia xipheres
- Encyclia xipheroides
- Encyclia xuxaensis
- Encyclia xuxiana
- Encyclia yauaperyensis

## Естественныегибриды
По World Checklist of Monocotyledons (2004). The Board of Trustees of the Royal Botanic Gardens, Kew.
- Encyclia × alcardoi (E. argentinensis × E. flava) V.P.Castro & Chiron, Richardiana 2: 154 (2002).
- Encyclia × bajamarensis (E. gracilis × E. rufa) Sauleda & R.M.Adams, Brittonia 33: 189 (1981).
- Encyclia × fabianae (E. flava × E. santanae) B.P.Faria, A.D.Santana & Péres Junior, Orquidário 21: 140 (2007).
- Encyclia × guzinskii (E. altissima × E. plicata) Sauleda & R.M.Adams, Brittonia 42: 288 (1990).
- Encyclia × hillyerorum (E. fehlingii × E. fucata) Sauleda & R.M.Adams, Brittonia 42: 289 (1990).
- Encyclia × knowlesii (E. fehlingii × E. plicata) Sauleda & R.M.Adams, Brittonia 42: 288 (1990).
- Encyclia × lleidae (E. gracilis × E. plicata) Sauleda & R.M.Adams, Brittonia 36: 257 (1984).
- Encyclia × lucayana (E. fahlingii × E. gracilis) Sauleda & R.M.Adams, Brittonia 33: 190 (1981).
- Encyclia × raganii (E. altissima × E. gracilis) Sauleda & R.M.Adams, Brittonia 36: 258 (1984).
- Psychilis × tudiana (E. bifida × E. truncata) (Dod) Sauleda, Phytologia 65: 27 (1988).
- Encyclia × verboonenii (E. argentinensis × E. osmantha) V.P.Castro & Campacci, Orquidário 15: 18 (2001), contrary to Art. 37.3 ICBN (2000).

## Охрана исчезающих видов
Все виды рода Encyclia входят в Приложение II Конвенции CITES. Цель Конвенции состоит в том, чтобы гарантировать, что международная торговля дикими животными и растениями не создаёт угрозы их выживанию.

## В культуре

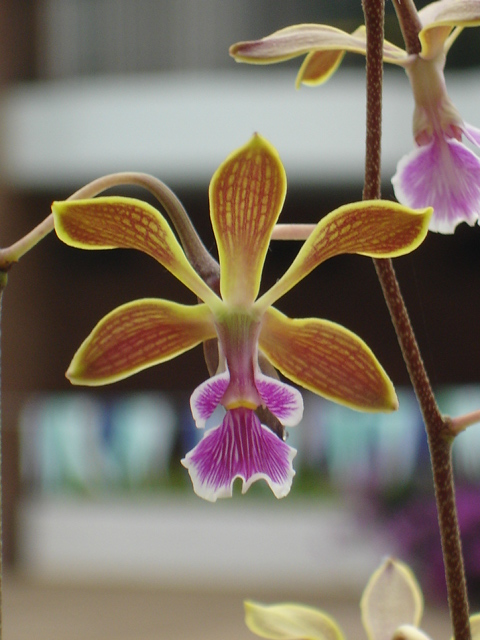
Encyclia oncidioides

Большинство Энциклий подходят для комнатной культуры, так как хорошо приспосабливаются к домашним условиям.
Температурная группа — от холодной до теплой в зависимости от экологии вида.
В период активной вегетации требует обильного полива, высокой влажности воздуха и умеренного затенения. После окончания периода роста, когда псевдобульбы текущего года вегетации полностью сформировались, полив значительно ограничивают, растения содержат в хорошо освещенном, для многих видов прохладном (10—15 °C) месте.
Летом рекомендуется открытое содержание растений с учётом их требований к освещению.
Чем крепче и жестче псевдобульбы и листья, тем в большем количестве света нуждается растение, и тем большее количество прямого солнца оно способно вынести. Encyclia tampense или Encyclia ambigua так же требовательны, как светолюбивые виды каттлей, более нежные виды, такие как Encyclia vitellina или Encyclia linkiana, предпочитают полутень. При содержании растений на подоконнике в средней широте для энциклии подойдут восточные или западные окна.
Посадка на блок, в пластиковые или керамические горшки, корзинки для эпифитов. Виды с толстыми корнями предпочитают более крупную фракцию субстрата, виды с тонкими корнями — более мелкую. Encyclia citrine, как и многие другие виды удобно выращивать только на блоке, так как её прирост ориентирован строго вниз.
Относительная влажность воздуха 60—90 %.
Для увеличения количества новых побегов рекомендуется рассекать ризому, стимулируя таким образом заднюю часть растения к пробуждению спящих почек.